# 1652. grenadirski polk (Wehrmacht)
1652. grenadirski polk (izvirno nemško 1652. Grenadier-Regiment; kratica 1652. GR) je bil pehotni polk Heera v času druge svetovne vojne.

## Zgodovina
Polk je bil ustanovljen marca 1945 na vadbišču Heuberg kot del 650. (ruske) pehotne divizije.